# 루주리아가족
루주리아가족(Luzuriageae)은 알스트로이메리아과에 속하는 속씨식물 족의 하나이다. 2003년의 APG II 분류 체계(1998년의 APG 분류 체계와 다르지 않음)는 이 식물 족을 별도의 루주리아가과(Luzuriagaceae)로 인정하고, 외떡잎식물군 내의 백합목으로 분류했다. 열대 지역에 아주 적은 수의 다년생 식물 종들로 구성되어 있다. 그러나 APG III 분류 체계는 루주리아가과를 인정하지 않고, 알스트로이메리아과에 포함시키고 있다.